# Gymnothorax fuscomaculatus
Gymnothorax fuscomaculatus är en fiskart som först beskrevs av Schultz, 1953.  Gymnothorax fuscomaculatus ingår i släktet Gymnothorax och familjen Muraenidae. Inga underarter finns listade i Catalogue of Life.